# DATEV
|  | Dieser Artikel wurde aufgrund wesentlicher Mängel auf der Wartungs- und Qualitätssicherungsseite des Portal:Unternehmen eingetragen. Artikel, die nicht signifikant verbessert werden können, werden gegebenenfalls gelöscht. Bitte hilf mit, die inhaltlichen Mängel dieses Artikels zu beseitigen, und beteilige dich an der Diskussion. |

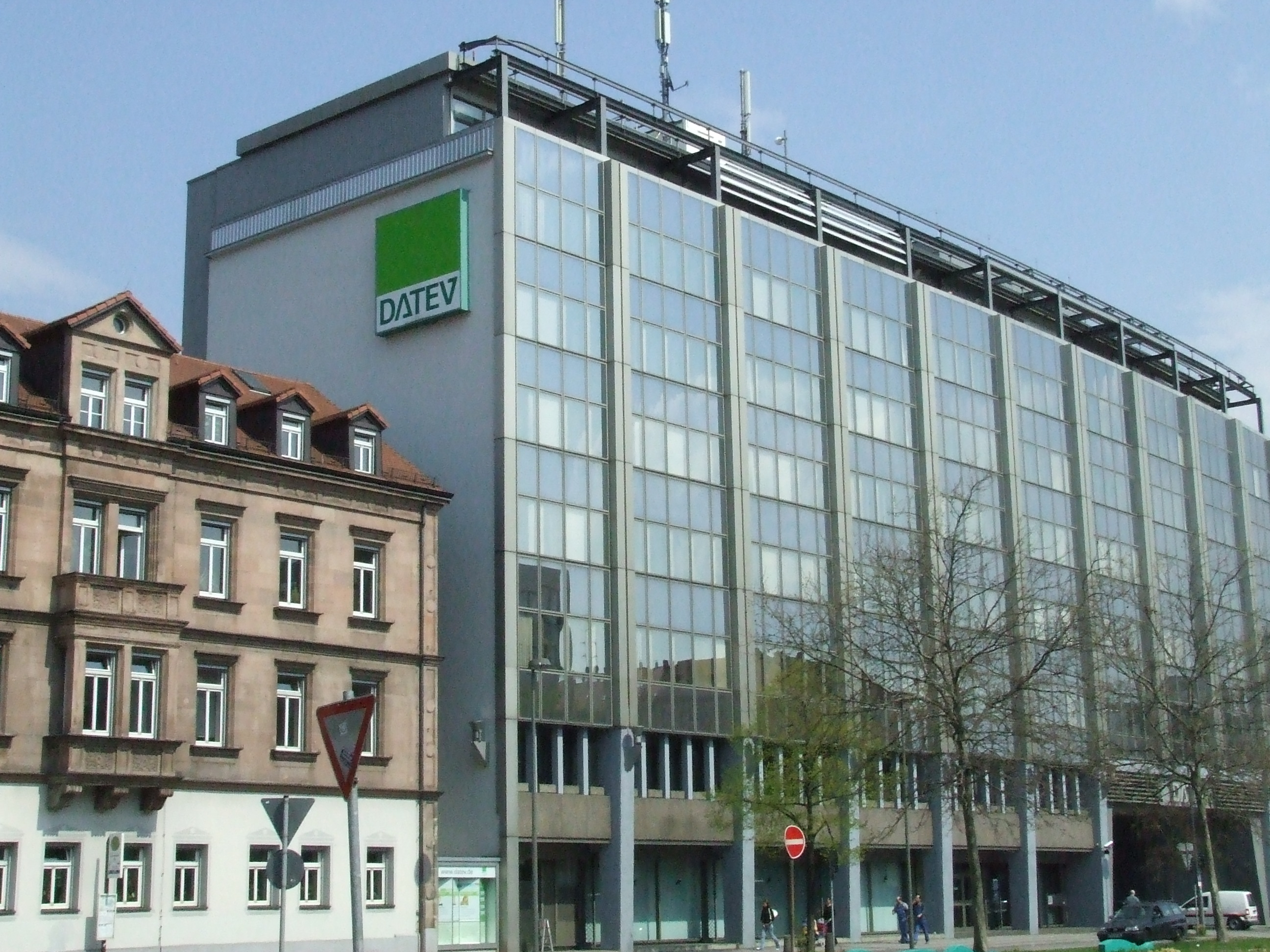
DATEV-Gebäude in der Fürther Straße in Nürnberg.

Die Datev eG (Eigenschreibweise: DATEV eG) ist ein Softwarehaus und IT-Dienstleister für Steuerberater, Wirtschaftsprüfer und Rechtsanwälte, aber auch für deren Mandanten, wie mittelständische Unternehmen, Kommunen, Vereine und Institutionen. Der Schwerpunkt liegt im Steuerberatermarkt.

## Rechtliches
Das Unternehmen ist eine eingetragene Genossenschaft. Mitglieder können nur Angehörige der steuerberatenden, wirtschaftsprüfenden und rechtsberatenden Berufe werden. Der grundsätzliche Unternehmenszweck ist die wirtschaftliche Förderung der Mitglieder.

## Geschichte
Die DATEV wurde am 14. Februar 1966 von 65 Steuerbevollmächtigten im Kammerbezirk Nürnberg gegründet, um die Buchführung ihrer Mandanten mit Hilfe der EDV zu erledigen. Aus diesem Kreis waren neben den beiden Initiatoren Heinz Sebiger und Joachim Mattheus die Gründungsmitglieder Helmut Keller, Klaus Hartmann, Gerhard Nopitsch, Werner Brandt, Walter G. Fürsattel und Fritz Wintermayr an den Gründungsformalitäten beteiligt und wurden auch offiziell als erste Mitglieder eingetragen. Der ursprüngliche Name des Unternehmens lautete DATEV Datenverarbeitungsorganisation der Steuerbevollmächtigten für die Angehörigen des steuerberatenden Berufes in der Bundesrepublik Deutschland, eingetragene Genossenschaft mit beschränkter Haftpflicht. Ende der 1960er Jahre wurde von der DATEV die erste BWA (Betriebswirtschaftliche Auswertung) in Deutschland als sogenannte DATEV-Standard-BWA Nr. 1 eingeführt.
Hintergrund für die Gründung waren die damals neuen Einsatzmöglichkeiten der EDV, die Arbeitskräfteknappheit und die für 1968 bevorstehende Einführung der Allphasen-Netto-Umsatzsteuer mit Vorsteuerabzug (umgangssprachlich: Mehrwertsteuer). Zunächst waren die Dienstleistungen der DATEV vollständig rechenzentrumsbasiert, sie umfassten Eingabe der Daten in Datenerfassungsgeräten vor Ort, Versand der Lochstreifen per Post zum Rechenzentrum (zunächst von IBM, dann seit 1969 eigenes Rechenzentrum) und Rücksendung der Auswertungen per Post an die Kanzlei. Seit 1974 besteht die Möglichkeit, die Daten per DFÜ in das Rechenzentrum zu übertragen. Der Rückversand der Auswertungen (Buchhaltungsauswertungen, Lohnabrechnungen, Steuererklärungen oder Bilanzen) blieb zunächst postalisch, weil auch zumeist noch die Papierform vorgeschrieben war. Ab 1985 wurde mit der sukzessiven Umstellung der Programme auf die sog. „Im-Haus-Verarbeitung“ in der Kanzlei begonnen, jedoch waren die ersten Anwendungen zur kompletten Im-Haus-Verarbeitung ohne Nutzung des Rechenzentrums erst 1989 verfügbar.
1998 stellte die DATEV die Software von MS-DOS auf Microsoft Windows um. Eine ursprünglich in Richtung OS/2 von IBM vorgesehene Portierung wurde aufgrund ausbleibenden Erfolgs dieses Betriebssystems nicht weiter verfolgt.
Seit 1998 erweiterte die DATEV ihre Geschäftsfelder auf Software und IT-Dienstleistungen sowie Consulting und Schulungen. Die „Im-Haus“-Verarbeitung der Daten durch die Mitglieder nahm zu. In Reaktion auf die aktuellen Rückkehrtendenzen zur Nutzung zentral vorgehaltener Ressourcen („Cloud Computing“) wurde Frühjahr 2011 ein zusätzlicher Rechenzentrumsstandort in Betrieb genommen. DATEV unterstützt heute netzbasierte Lösungen, Vor-Ort-Software und Hybridmodelle.

## Geschäftsfelder
Lösungen für das Rechnungswesen und Finanzbuchführung: Die Finanzbuchführungen von rund 2,5 Millionen der meist mittelständischen deutschen Unternehmen werden vom Steuerberater oder im Unternehmen selbst mit DATEV-Software erstellt.
Lösungen für die Personalwirtschaft, insbesondere Lohn- und Gehaltsabrechnung: Im Jahr 2018 wurden monatlich rund 13 Millionen Lohn- und Gehaltsabrechnungen mit DATEV-Software erstellt. Davon werden etwa 80 Prozent im Nürnberger DATEV-Rechen-, Druck- und Logistikzentrum erstellt, schätzungsweise 20 Prozent werden über PC-Programme der DATEV direkt vor Ort in Unternehmen und Kanzleien erzeugt.
Lösungen für Steuererklärungen
Datendistribution und Informationsbereitstellung: Weitgehend automatisiert werden über das DATEV-Rechenzentrum Informationen zwischen mittelständischen Unternehmen und deren Steuerberatern sowie rund 200 Institutionen in Deutschland ausgetauscht – darunter Finanzverwaltungen, Sozialversicherungsträger, Krankenkassen, Banken, Berufsgenossenschaften oder statistische Ämter.
Sicherheitsdienstleistungen: Die Genossenschaft entwickelte eine Reihe von Sicherheitsdienstleistungen, die vom Schutz des Internet-Zugangs sowie von Rechnern und Netzwerken über die Datensicherung und Möglichkeiten zur sicheren Nutzung mobiler Arbeitsmittel bis hin zu differenzierten Beratungsleistungen und dem physischen Schutz von Geschäftsräumen reichen. So können Anwender beispielsweise einen Managed Security Service nutzen, bei dem über die kanzlei- bzw. unternehmenseigenen Kommunikationseinrichtungen (DSL) eine ausschließliche Einwahl per VPN-Tunnel ins DATEV-Rechenzentrum erfolgt. DATEVnet-Nutzer werden über eine zentrale Sicherheitszone bei DATEV ins Internet geleitet. Darin befinden sich gestaffelte und redundant ausgelegte Schutz-Systeme, wie zum Beispiel Virenscanner oder Firewall-Systeme.
Consulting: Das Consulting der DATEV berät Kanzleien und in Kooperation mit deren Steuerberatern auch Unternehmen in strategischen und organisatorischen Fragen ebenso wie zum Einsatz von Informationstechnologie sowie zu Sicherheit und Datenschutz.
Software für die Wirtschaftsprüfung: Für Wirtschaftsprüfer werden Lösungen rund um die Abschlussprüfung angeboten. Neben Produkten für die Abschlussprüfung mit Arbeitspapieren, Checklisten und Vorlagen für Prüfungsberichte gibt es Angebote für die Qualitätskontrolle und -sicherung sowie für die digitale Datenanalyse.
Lösungen für Rechtsanwälte: Seit 1998 engagiert sich DATEV im Rechtsanwaltsmarkt. Kern des spezifischen Angebots ist das Kanzleisystem Anwalt classic pro.
Software für Kommunen und kommunale Betriebe: DATEV bietet Beratung sowie ein Software-System rund um das Finanzwesen an, das auf kommunale Belange abgestimmt ist.
Schulungen und Weiterbildungen
Druck- und Logistikzentrum

## Strategische Ausrichtung
Seit Anfang 2000 gab es interne Auseinandersetzungen unter den Genossenschaftsmitgliedern über die strategische Ausrichtung, was das Anbieten der DATEV-Software auch für Personen, die nicht Berufsträger sind, angeht (Stichwort „Mandantendirektgeschäft“). Mit der Gründung der „IDA“ (Interessengemeinschaft der DATEV Anwender e. V.) bildete sich ein genossenschaftsorientierter Gegenpol innerhalb der Mitglieder. Es trat das Spannungsverhältnis „genossenschaftliche Verpflichtung“ (d. h. die Genossenschaft soll nur das tun, was den Genossen direkt nutzt) und „wirtschaftlicher Erfolg“ (jede sinnvolle Umsatzausweitung ist prinzipiell gut) zutage. Die Auseinandersetzung scheint seit der außerordentlichen Vertreterversammlung vom 18. Februar 2005 beendet. Mit ausdrücklicher Billigung und Unterstützung der IDA wurde die Satzung mit einer Mehrheit von 86,5 % geändert, um das nun sog. „mitgliedsgebundene Mandantengeschäft“ zu ermöglichen. Erforderlich ist aber stets die vorherige Einwilligung des Beraters, die auch zurückgezogen werden kann.
Seit dem Jahr 2000 ist DATEV auch im Ausland aktiv. Das internationale Engagement umfasst derzeit die Länder Tschechien, die Slowakei, Österreich, Italien, Polen, Spanien und Ungarn.
Mit einer Satzungsänderung im Jahr 2018 ist es der DATEV auch möglich, mit sonstigen Nichtmitgliedern direkte Geschäftsbeziehungen aufzubauen, wenn es dem Hauptzweck dient.
Mitte der 2010er Jahre erfolgte ein technischer Strategiewechsel. Das Unternehmen plant trotz einiger Gegenstimmen aus dem Lager der Mitglieder seine bis dahin hauptsächlich aus Inhouse-Lösungen bestehenden Produktangebote wieder wie noch bis in den 90er Jahren oft üblich auf rechenzentrumsbasierte Lösungen (Clouddienste) umzustellen. Das Unternehmen arbeitet hier insbesondere an den Themen (Steuer-)Kanzleimanagement und Lohn.

## Produkte
Das Leistungsspektrum der DATEV umfasst vor allem die Bereiche Rechnungswesen, Personalwirtschaft, betriebswirtschaftliche Beratung, Steuern sowie Organisation und Planung. Es reicht von mehr als 200 PC-Programmen über Cloud-Dienste wie Online-Anwendungen, Datenverarbeitung und -archivierung im Rechenzentrum bis hin zu Outsourcingleistungen sowie Sicherheitsdienstleistungen. Weiterhin werden Beratungsleistungen und Angebote zur Wissensvermittlung in Deutschland und einigen anderen europäischen Ländern vertrieben.

## Plattformen
DATEV-Software ist für Microsoft-Windows-Betriebssysteme ausgelegt. Für Apple-Nutzer existieren Emulatoren, die die Programme auf Mac-Rechnern lauffähig machen. Die Datenhaltung erfolgt über den Microsoft SQL Server. Die meisten Programme waren neben der Unterstützung der Microsoft Office-Formate auch mit Schnittstellen zu OpenOffice ausgestattet, 2017 wurde die Unterstützung von OpenOffice aufgrund einer zu geringen Nachfrage eingestellt. Die DATEV-Programme zur Lohn- und Gehaltsabrechnung verfügen darüber hinaus über abgenommene Schnittstellen zu den ERP-Systemen SAP Business One, SAP Business ByDesign und Microsoft Dynamics NAV.

## Sponsoring
Die DATEV ist Sponsor des Challenge Triathlon Roth. Der Vertrag wurde verlängert, die DATEV wird ab 2022 weitere drei Jahre als Titelsponsor auftreten.

## Unternehmensbeteiligungen
- DATEV International GmbH, Nürnberg, Deutschland (bis 2023 als DATEV IT Dienstleistungs- und Service GmbH, Nürnberg, Deutschland[12])

- DATEV.at GmbH, Wien, Österreich[12]
- DATEV.it S.p.A., Assago, Italien[12]
- DATEV.pl sp. z o.o., Warschau, Polen[12]
- DATEV.cz s.r.o. / Brünn, Tschechien[12]
- Datev Beteiligungen GmbH, Nürnberg, Deutschland[12]
- DATEV KOINOS s.r.l., Mailand, Italien[12]
- adorsys GmbH & Co. KG, Nürnberg, Deutschland[12]
- adorsys Verwaltungs GmbH, Nürnberg, Deutschland[12]
- fino taxtech GmbH, Kassel, Deutschland
- b4value.net GmbH, Kaiserslautern, Deutschland

### Ehemalige Beteiligungen
- TeleTax GmbH, Berlin, Deutschland, bis Ende 2019
- TeleLex GmbH i. L., Nürnberg, Deutschland, bis Ende 2020

## Kennzahlen
|                                                                    | 1992    | 1993    | 1994    | 1995          | 1996          | … | 2015    | 2016    | 2017    | 2018      | 2019      | 2020      | 2021      | 2022      | 2023      |
| ------------------------------------------------------------------ | ------- | ------- | ------- | ------------- | ------------- | - | ------- | ------- | ------- | --------- | --------- | --------- | --------- | --------- | --------- |
| Umsatz (in Tsd. DM/Euro a)                                         | 846.154 | 933.316 | 981.530 | 963.477,89068 | 989.370,06405 | … | 885.175 | 928.279 | 977.961 | 1.034.099 | 1.100.462 | 1.156.296 | 1.219.494 | 1.312.738 | 1.439.100 |
| Kunden (in Tsd.)                                                   |         |         |         |               |               | … | 215,927 | 236,340 | 262,075 | 301,334   | 349,978   | 405,5     | 471,3     | 540,2     | 620,2     |
| Mitglieder                                                         | 32.775  | 33.551  | 34.246  | 34.864        | 35.530        | … | 40.501  | 40.559  | 40.555  | 40.303    | 40.174    | 40.241    | 40.306    | 40.318    | 40.187    |
| Mitarbeiter                                                        | 4.316   | 4.474   | 4.605   | 4.715         | 4.723         | … | 6.839   | 7.005   | 7.292   | 7.606     | 7.927     | 8.125     | 8.351     | 8.569     | 8.870     |
| Lohn- und Gehaltsabrechnungen (durchschnittlich pro Monat in Mio.) |         |         |         |               |               | … |         | 12 b    | 12,5 b  | 13 b      | 13,3      | 13,1 b    | 13,4      | 14,2      | 14,5      |
| a 1992–1996: DM ab 2015: Euro b Quellenangabe Fehlt                |         |         |         |               |               |   |         |         |         |           |           |           |           |           |           |

## Kritik
Die DATEV ist durch ihre Quasi-Monopolstellung immer wieder in Kritik geraten. Im Bereich der Vollmachtsdatenbank hat das Bundeskartellamt im Jahr 2019 nach Beschwerden von Softwareanbietern dafür gesorgt, dass künftig allen Anbietern für Steuerkanzlei-Software der Zugriff auf diese Vollmachtsdatenbanken ermöglicht wurde.
Auch die Zulassung und Zertifizierung von Partnern, deren Produkten und Schnittstellen – gerade im Bereich von Dokumentenmanagement-Systemen (DMS) – sowie die Preisgestaltung werden kritisch gesehen. Auch hier wird von einem Verhalten wie bei Monopolisten gesprochen.